# Melampus granifera
Melampus granifera är en snäckart som först beskrevs av Mousson 1849.  Melampus granifera ingår i släktet Melampus och familjen dvärgsnäckor. Inga underarter finns listade i Catalogue of Life.